# Partagierung
Partagierung (von französisch: partage – „teilen“) bezeichnet bei der satellitengestützten Funkübertragung die automatische Funkkanalaufteilung. Diese Methode bietet zum Beispiel beim Fernsehen die Möglichkeit, zwei Programme auf einem gemeinsamen Kanal zu übertragen.
Man unterscheidet unterschiedliche Varianten der Aufteilung von begrenzten Übertragungskapazitäten: 
- Partagierung in der Frequenz: Die Nutzer oder Anwendungen teilen sich einen Frequenzbereich (Frequenzband) am gleichen Ort und in der gleichen Polarisation. Die Trägerfrequenzen werden hierbei so gegeneinander versetzt, dass die gegenseitige Beeinflussung nicht störend ins Gewicht fällt.
- Partagierung in der Zeit: Die Nutzer oder Anwendungen teilen sich ein Frequenzband derart, dass die Übertragungen des einen Nutzers zeitlich versetzt in den Übertragungslücken der anderen stattfinden. Beispiel: Nickelodeon und Comedy Central.
- Partagierung im Code: Die Nutzer oder Anwendungen teilen sich einen Frequenzbereich am gleichen Ort und in der gleichen Polarisation, wobei die jeweiligen Übertragungen mittels Bandspreizung kodiert werden. Dadurch können die Sendungen überlagert übertragen werden, ohne dass sie sich gegenseitig stören.